# Alberto Andrade
Alberto Manuel Andrade Carmona (* 24. Dezember 1943 in Lima; † 19. Juni 2009 in Washington, D.C.) war ein peruanischer Anwalt und Politiker. Von 1996 bis 2002 war er Bürgermeister von Lima und von 2006 bis zu seinem Tod Parlamentsabgeordneter.